# Рождество Богородично (Канино)
„Рождество Богородично“ или „Света Богородица“ (на македонска литературна норма: „Света Богородица“) е възрожденска църква в битолското село Канино, Северна Македония, част от Преспанско-Пелагонийската епархия на Македонската православна църква – Охридска архиепископия.
Църквата е гробищен храм, разположен на възвишение на един километър западно от селото. Построена е в 1830 година върху основите на по-стар храм. Обновена е в 1926 и в 1979 година. В архитектурно отношение представлява относително малка трикорабна сграда с полукръгла апсида на изток, камбанария в югоизточния ъгъл и затворени тремове на юг и запад. Фасадите на църквата са измазани. Входовете са два – на южната и западната страна. Наосът е разделен на три кораба с два реда дървени стълбове. На запад има дървена галерия (женска църква), до която се стига по каменни стъпала.
Стенописи има единствено в апсидалната конха и в малката ниша на протезиса, които са датирани 1928 и 1930 година съответно. На иконостаса са поставени два реда икони, повечето от които датират от втората половина на XIX век. Иконите от втората четвърт на XX век са дело на същия зограф, изписал олтарното пространство.
Основна забележителност на църквата са изключително красивите късносредновековните царски двери от XVI век. Най-вероятно те са остатъци от стар храм на мястото на днешната църква или в околността. Дверите са дело на същата резбарска работилница, която изработва и царските двери в Кичевския манастир „Света Богородица Пречиста“. Иконографското решение на иконописта в горната половина на дверите, както и резбарската декорация са идентични с изключение на плетеницата над сцената „Благовещение“, която изостава при канинските двери.